# Малі Арабузі
Малі Арабу́зі (рос. Малые Арабузи, чув. Кĕçĕн Арапуç) — присілок у складі Батиревського району Чувашії, Росія. Входить до складу Бікшицького сільського поселення.
Населення — 423 особи (2010; 473 у 2002).
Національний склад:
- чуваші — 99 %